# Ленджер, Иван
Ива́н Ле́нджер (серб. Иван Ленђер / Ivan Lenđer, русин. Иван Лендєр; 29 июля 1990, Зренянин) — сербский пловец, выступает за национальную сборную Сербии с 2006 года. Участник двух летних Олимпийских игр, бронзовый призёр чемпионата Европы на короткой воде, трёхкратный чемпион Средиземноморских игр, победитель и призёр многих первенств национального значения.

## Биография
Иван Ленджер родился 29 июля 1990 года в городе Зренянине Средне-Банатского округа Югославии, по этническому происхождению является паннонским русином и сербом. Активно заниматься плаванием начал в возрасте двенадцати лет в 2002 году, проходил подготовку в местном спортивном клубе «Пролетер», специализировался на плавании баттерфляем.
Впервые заявил о себе в сезоне 2006 года, когда в дисциплине 100 метров баттерфляем одержал победу на чемпионате мира среди юниоров в Бразилии — по итогам сезона был признан лучшим молодым спортсменом Сербии. Год спустя на европейском юниорском первенстве в Бельгии стал победителем в стометровом заплыве и серебряным призёром в пятидесятиметровом. Ещё через год добавил в послужной список две золотые награды, полученные в плавании на 50 и 100 метров на домашнем чемпионате Европы в Белграде, и две серебряные медали, добытые в тех же дисциплинах на чемпионате мира среди юниоров в Мексике.
Благодаря череде удачных выступлений Ленджер удостоился права защищать честь страны на летних Олимпийских играх 2008 года в Пекине — в плавании на 100 метров баттерфляем стартовал в пятом предварительном заплыве по четвёртой дорожке и показал время 24,81. Этого было недостаточно для попадания в полуфинальную стадию, в итоговом протоколе соревнований он расположился на 40 строке.
Первого серьёзного успеха на взрослом международном уровне Иван Ленджер добился в сезоне 2009 года, когда вошёл в основной состав сербской национальной сборной и побывал на чемпионате Европы на короткой воде в Стамбуле, откуда привёз награду бронзового достоинства, выигранную в плавании на 100 метров баттерфляем — его обошли только россиянин Евгений Коротышкин и словенец Петер Манкоч. Кроме того, в этом сезоне на Средиземноморских играх в Пескаре одержал победу в той же дисциплине и получил серебряную медаль на дистанции 50 метров.
Будучи одним из лидеров гребной команды Сербии, благополучно прошёл квалификацию на Олимпийские игры 2012 года в Лондоне — на сей раз стартовал сразу в двух дисциплинах: в плавании на 100 метров баттерфляем занял восемнадцатое место, тогда как в эстафете 4×100 метров вольным стилем вместе с партнёрами Милорадом Чавичем, Велимиром Стьепановичем и Радованом Силевски был тринадцатым.
После лондонской Олимпиады Ленджер остался в основном составе сербской национальной сборной и продолжил принимать участие в крупнейших международных соревнованиях. Так, в 2013 году он представлял страну на Средиземноморских играх в Мерсине, где одержал победу в обеих дисциплинах, в которых принимал участие: в плавании баттерфляем на 50 и 100 метров.